# いわきエブリア
いわきエブリアは、福島県いわき市鹿島町米田にある複合ショッピングセンター。旧名称は「鹿島ショッピングセンター エブリア」（～2024年3月31日）。

## 概要
福島県いわき市内でイオンモールいわき小名浜に次ぐ2番目の規模を誇る大型ショッピングセンター。
名前の由来は、みんなを意味する「everyone」から。

### 店舗
1階のヨークベニマルエブリア店、2階のスーパースポーツゼビオいわき店を核店舗とし、それらに専門店街エブリアを加えた2階建ての売り場と屋上駐車場で構成された本棟と、福島県道48号江名常磐線を挟んだ向かいにあるテナント棟で構成される。なお、本棟とテナント棟両方にドラッグストアがある。

### 沿革

#### 開業とダイエー撤退まで
1995年（平成7年）10月26日に、いわき市内59の小売業者と平南開発が共同で地域の小売業発展のために設立。カーテン、布団などの小売店からなる専門店街「エブリア (everia)」と、核としての総合スーパーのダイエーが入居した。
しかしながら、ダイエーは売上高がピークとなった1998年（平成10年）2月期で約68億円と、当初目標にしていた78億円を達成できなかった上、2005年（平成17年）2月期に売上高約37億円まで落ち込んでいたところに、本体の経営不振による店舗整理が重なり、同年11月30日に撤退した。

#### ベニマル入居とテナント棟開業
2006年（平成18年）4月21日、ダイエーの跡地にヨークベニマルエブリア店が新たな核店舗の一つとして入店。前後して、平面駐車場側の入口にあった回転ドアの回転部分を撤去し形を残したまま普通の自動ドアに改修した。
2018年（平成30年）には福島県道48号江名常磐線を挟んだ向かいに、時計店、ジーユー、ドラッグストアなどが建つテナント棟エリアが完成した。

#### 平南開発から中原商事にオーナーチェンジ
2018年にオーナーである平南開発社長の園部嘉男が死去した後、分社化した平南ディベロップメント（のちに平南ホールディングス合同会社）に権利が移り、2022年04月には福島県内外でパチンコ店つばめグループを経営する中原商事が平南HDを買収して新オーナーとなった。
オーナーチェンジに伴い、2023年8月31日にはエブリアカード、エブリア商品券の利用・販売が終了した。
2024年初頭にはオーナーチェンジに伴う混乱から、ヤマニ書房や丸市屋、酒のいしかわなど一部テナントが撤退した。

#### いわきエブリアに名称変更
2024年4月1日、平南HDは当店の名称を「いわきエブリア」に改称することを発表した。

#### 旧運営が破産申し立て
2024年5月28日付で、平南HDより施設を借りて運営していた「鹿島ショッピングセンター」（旧エブリア運営）が、平南HDとの協議が不調に終わったことにより、福島地方裁判所いわき支部に破産申し立てを行った。

## その他
- 店舗のテーマソングは「いつもの場所で〜エブリア」（作詞作曲はシンガーソングライターの大督[12]）YouTube>テーマソング
- 当施設の開業以降、福島県道26号小名浜平線（鹿島街道）沿線でロードサイド店舗の建設が進んだ。
- いわきナンバーだけでなく、水戸ナンバーエリア（北茨城市・高萩市）からも利用者が来店している。

## 交通アクセス
- 水戸方面から
  - 常磐自動車道いわき湯本ICを降り、約5分で国道6号常磐バイパスに出る。そこから約15分。
- 郡山方面から
  - 磐越自動車道経由で常磐自動車道いわき中央ICを降り、約10分で国道6号常磐バイパスに出る。そこから約15分